# Boris Smiljanić
Boris Smiljanić (Baden, 28 de setembro de 1976), é um treinador de futebol e ex-futebolista suíço que atuava como zagueiro ou lateral-esquerdo.

## Carreira
Após jogar nas categorias de base do FC Neuenhof e do FC Wettingen, Smiljanić profissionalizou-se em 1993, no Grasshopper. Em suas primeiras temporadas pelo clube de Zurique, foi pouco utilizado pelo técnico Christian Gross, tornando-se a partir de 1996–97 um dos principais jogadores do elenco, chegando inclusive a ser o capitão da equipe.
Em janeiro de 2003, visando participar de um torneio continental, assinou com o Basel, sendo treinado novamente por Gross. Em 4 temporadas e meia pelos RotBlau, Smiljanić atuou em 106 jogos e fez 11 gols.
Voltou ao Grasshopper em 2007, disputando 120 partidas e fazendo 13 gols até sua aposentadoria, em 2012. Em 19 anos como profissional, o zagueiro foi hexacampeão nacional (4 títulos pelo Grasshopper e 2 pelo Basel), além de ter conquistado 2 vezes a Copa da Suíça.
Após deixar os gramados, trabalhou como auxiliar e treinador do time Sub-21 do Grasshopper, além de ter comandado o Schaffhausen entre 2017 e 2019.

## Seleção Suíça
Pela Seleção Suíça de Futebol, Smiljanić (que também era elegível para defender as seleções Iugoslava e Croata) disputou seu primeiro jogo em agosto de 1999, contra a República Checa. Voltaria a ser convocado em 2005, após 5 anos de ausência.
Em março de 2006, atuou num amistoso contra a Escócia, que foi seu último jogo pela Seleção Suíça. Esteve próximo de jogar a Copa da Alemanha, mas o treinador Köbi Kuhn apostou no então novato Johan Djourou, deixando Smiljanić fora da competição.

## Títulos
Grasshopper
- Super Liga Suíça: 1994–95, 1995–96, 1997–98, 2000–01
- Copa da Suíça: 1993–94

Basel
- Super Liga Suíça: 2003–04, 2004–05
- Copa da Suíça: 2006–07